# Франциска фон Залм-Ньофвил
Франциска фон Залм-Ньофвил (на немски: Franziska von Salm in Neufville; * ок. 1580, Нойвил, Корез, Франция; † 14 декември 1619, Хехинген) е вилд- и рейнграфиня от Залм-Нойфвил и чрез женитба графиня на Хоенцолерн-Хехинген.

## Произход
Тя е втората дъщеря на вилд- и рейнграф Фридрих фон Залм-Нойфвил (1547 – 1608) и първата му съпруга графиня Франциска фон Залм-Баденвайлер (1545 – 1587). Сестра е на Юлиана Урсула (1572 – 1614), омъжена 1592 г. за маркграф Георг Фридрих фон Баден-Дурлах (1573 – 1638), на Филип Ото (1575 – 1634), княз на Залм 1623 г., Елизабет (ок. 1577 – 1611), абатиса в Ремиремонт, Йохан Георг (1580 – 1650), и на Анна (1582 – 1636), омъжена 1605 г. за граф Йохан Райнхард I фон Ханау-Лихтенберг, и полусестра на 8 братя и сестри.

## Фамилия
Франциска фон Залм-Ньофвил се омъжва на 11 октомври 1598 г. в Хехинген за граф (от 1605 г.) и бъдещия първи княз (от 1623 г.) Йохан Георг I фон Хоенцолерн-Хехинген (1577 – 1623) от швабската линия на Хоенцолерните, син на граф Айтел Фридрих I фон Хоенцолерн-Хехинген (1545 – 1605). Те имат децата:
- Карл (*/† 1599)
- Сибила († 1621), омъжена 1615 за граф Ернст от Ла Марк и Шлайден
- Айтел Фридрих II (1601 – 1661), женен 1630 за графиня Елизабет Мария ван Берг-с'Хееренберг (1613 – 1671)
- Франциска Катарина († 1665), омъжена 1619 за граф Якоб Ханибал II фон Хоенемс (1595 – 1646)
- Йоханес Фридрих (*/† 1602)
- Анна Мария (1603 – 1652), омъжена за ландграф Егон VIII фон Фюрстенберг-Хайлигенберг (1588 – 1635)
- Георг Фридрих († 1633), пада убит
- Мария Домина († млада)
- Катарина Урсула (1610 – 1640), омъжена 1624 за маркграф Вилхелм фон Баден-Баден (1593 – 1677)
- Мария Рената († 1637), омъжена 1625 за граф Хуго фон Кьонигсег-Ротенфелс (1595 – 1666)
- Максимилиана († 1639), омъжена на 10 февруари 1630 г. в Баден-Баден за граф Йохан Франц фон Траутзон (1609 – 1663)
- Леополд Фридрих († 1659), каноник в Кьолн
- Мария Анна (1614 – 1670), омъжена 1630 за граф Ернст фон Изенбург-Гренцау (1584 – 1664)
- Филип (1616 – 1671), княз на Хоенцолерн-Хехинген, женен 1662 за маркграфиня Мария Сидония (1635 – 1686), дъщеря на маркграф Херман Фортунат фон Баден-Родемахерн
- дете (*/† 1619)
- Анна Мария (1603 – 1652), омъжена на 9 юни 1619 г. в Хехинген за имперски княз Егон VIII фон Фюрстенберг-Хайлигенберг (1588 – 1635)